# Даллас (округ, Арканзас)
Шаблон:StateAbbr_ 33°58′37″ пн. ш. 92°40′23″ зх. д. / 33.976944444444° пн. ш. 92.673055555556° зх. д.
Округ Даллас (англ. Dallas County) — округ (графство) у штаті Арканзас. Ідентифікатор округу 05039.

## Історія
Округ утворений 1845 року.

## Демографія
За даними перепису
2000 року
загальне населення округу становило 9210 осіб, зокрема міського населення було 4182, а сільського — 5028.
Серед мешканців округу чоловіків було 4470, а жінок — 4740. В окрузі було 3519 домогосподарств, 2430 родин, які мешкали в 4401 будинках.
Середній розмір родини становив 3,03.
Віковий розподіл населення поданий у таблиці:
| Стать    | До 15 років | 15-21 | 22-29 | 30-39 | 40-49 | 50-65 | 65-85 | Понад 85 |
| -------- | ----------- | ----- | ----- | ----- | ----- | ----- | ----- | -------- |
| Чоловіки | 947         | 532   | 390   | 546   | 668   | 751   | 556   | 80       |
| Жінки    | 986         | 429   | 384   | 585   | 674   | 754   | 776   | 152      |

## Суміжні округи
- Грант — північний схід
- Клівленд — схід
- Калгун — південний схід
- Вошіта — південний захід
- Кларк — захід
- Гот-Спрінгс — північний захід

## Виноски
1. ↑  U.S. Decennial Census. United States Census Bureau. Архів оригіналу за 26 квітня 2015. Процитовано 26 серпня 2015.
2. ↑  Historical Census Browser. University of Virginia Library. Архів оригіналу за 11 серпня 2012. Процитовано 26 серпня 2015.
3. ↑  Forstall, Richard L., ред. (27 березня 1995). Population of Counties by Decennial Census: 1900 to 1990. United States Census Bureau. Архів оригіналу за 24 вересня 2015. Процитовано 26 серпня 2015.
4. ↑  Census 2000 PHC-T-4. Ranking Tables for Counties: 1990 and 2000 (PDF). United States Census Bureau. 2 квітня 2001. Архів оригіналу (PDF) за 18 грудня 2014. Процитовано 26 серпня 2015.
5. ↑  State & County QuickFacts. United States Census Bureau. Архів оригіналу за 7 червня 2011. Процитовано 20 травня 2014.(англ.) Наведено за англійською вікіпедією.
6. ↑  American FactFinder. Бюро перепису населення США. Архів оригіналу за 21 травня 2008. Процитовано 31 січня 2008.

| США | Це незавершена стаття з географії США. Ви можете допомогти проєкту, виправивши або дописавши її. |